# Srokowo
Srokowo [srɔˈkɔvɔ] (deutsch Drengfurth; polnisch 1945 bis 1946 Dryfort) ist ein Dorf im Powiat Kętrzyński (Rastenburger Kreis) der polnischen Woiwodschaft Ermland-Masuren. Es ist Sitz der gleichnamigen Landgemeinde mit 3723 Einwohnern (Stand 31. Dezember 2020).

## Geographische Lage
Die Ortschaft liegt in der historischen Region Ostpreußen, an der  Omet, etwa 20 Kilometer nordnordöstlich von Kętrzyn (Rastenburg) und zwölf Kilometer westlich von Węgorzewo (Angerburg). Östlich des Orts befinden sich der Fürstenauer Teufelsberg (poln. Diabla Góra) und der Rehsauer See (Rydzówka).

## Geschichte

### Ortsgeschichte

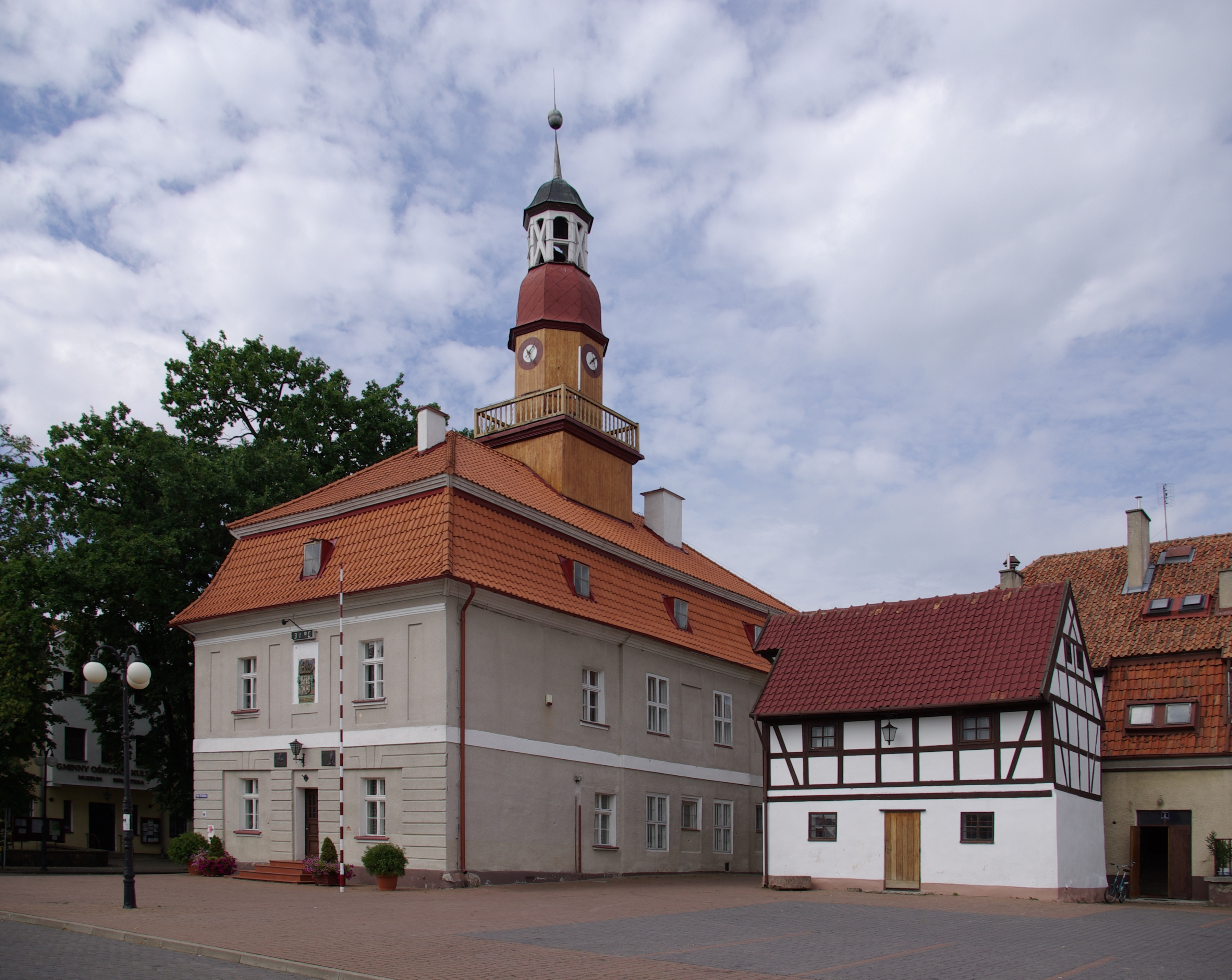
Rathaus (2010)

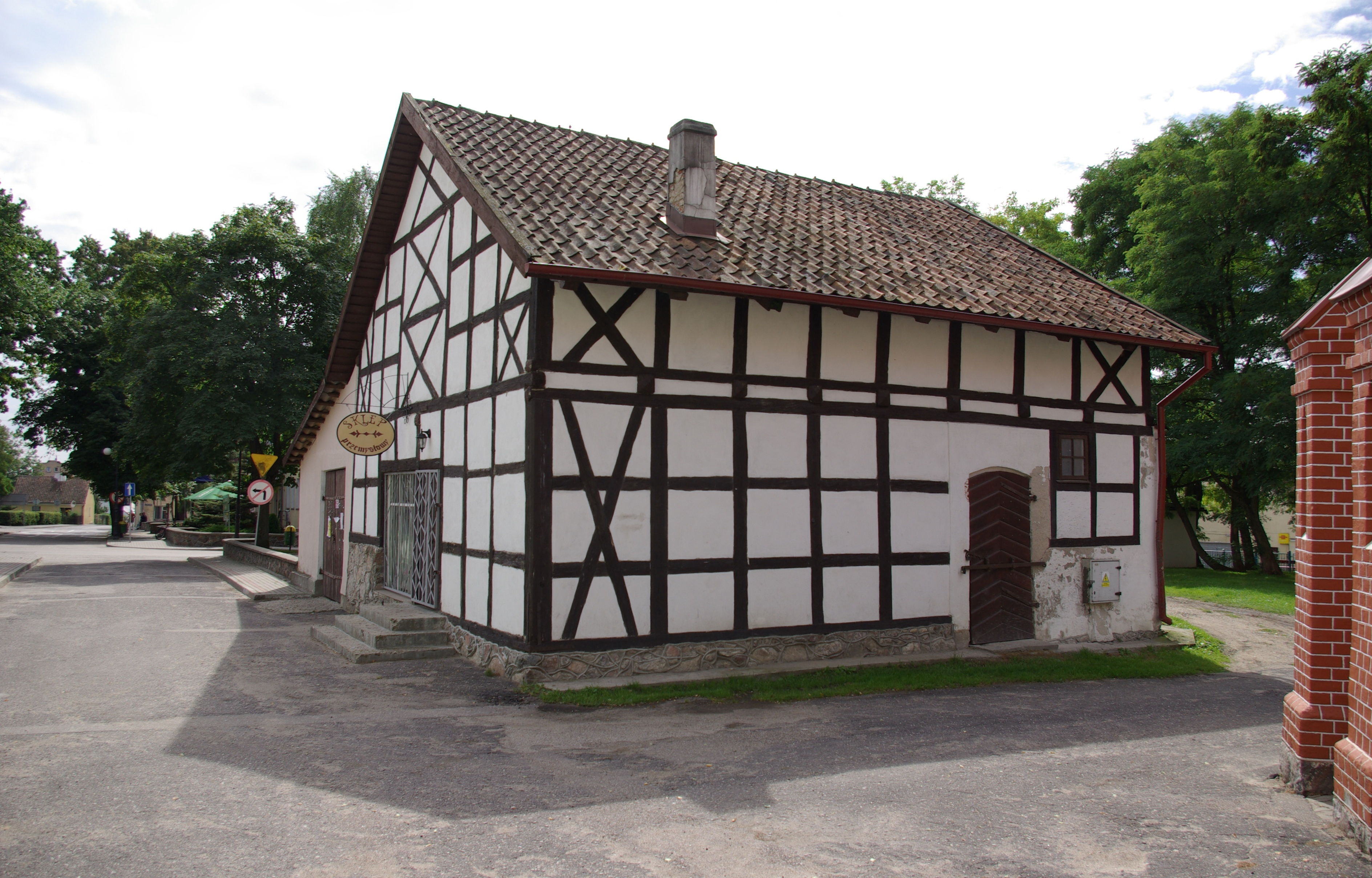
Fachwerkhaus im Ort (2010)

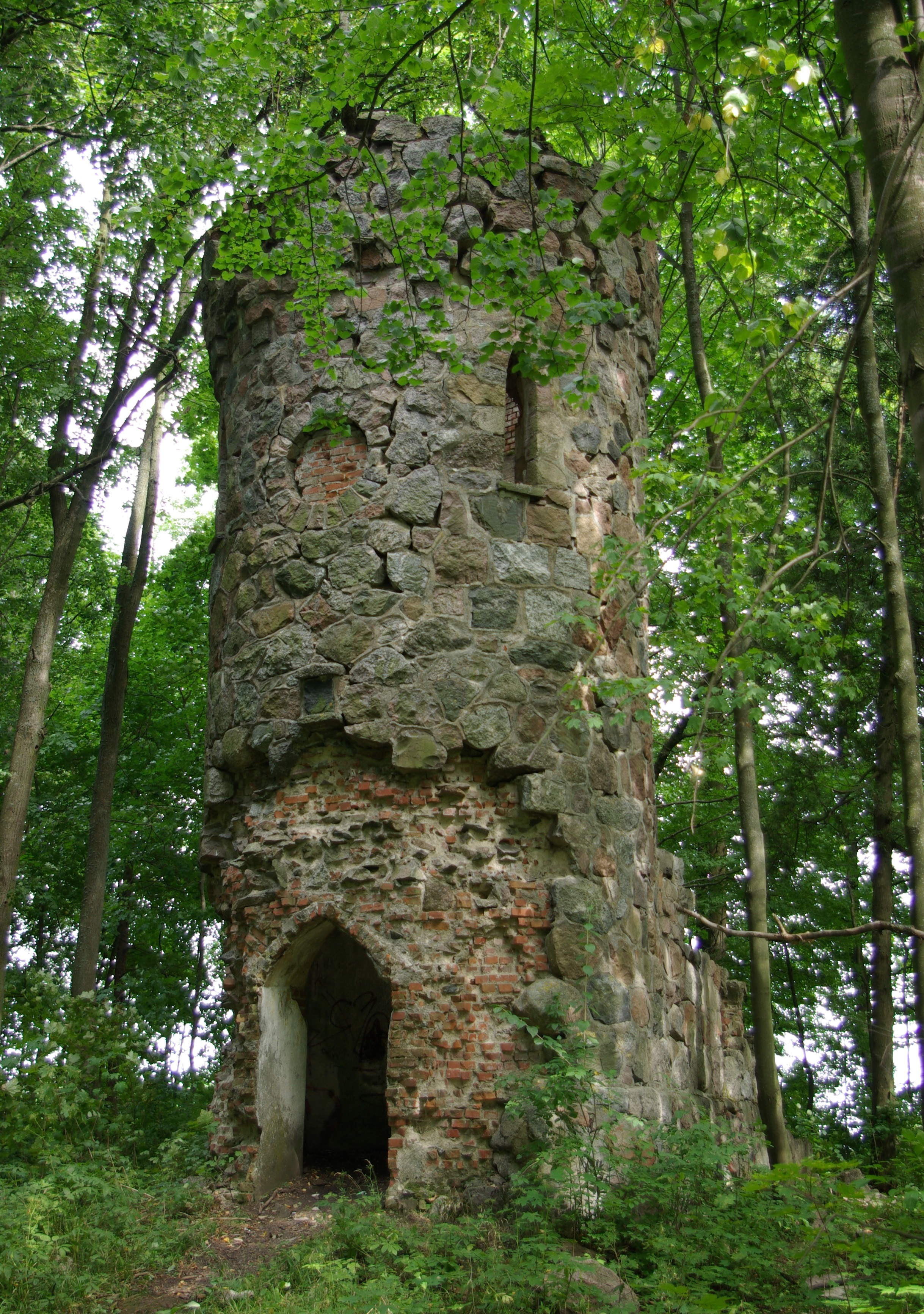
Bismarckturm (2010)

Ursprünglich war die Ortschaft ein kleines Angerdorf am linken Ufer der Omet. Die eigentliche Stadt war am rechten Ufer in sehr regelmäßiger Form angelegt worden und hatte 1405 von dem Ordens-Hochmeister Konrad von Jungingen das Stadtprivileg nach Kulmer Recht erhalten; das alte Angerdorf an der Straße nach Barten, das vorher bestand,  entwickelte sich zur Vorstadt. Im Jahr 1419 wird die Stadt Drengfurth im großen Zinsbuch der Ordensregierung erwähnt.
Am 20. Mai 1829 brannten 34 Häuser ab, wodurch 80 Familien ihre Wohnungen verloren.
Drengfurth blieb immer eine Kleinstadt mit einer Einwohnerzahl unter 3000. Neben Landwirtschaft und Handwerk waren Sägewerke die wichtigsten Betriebe. In Drengfurth befand sich ein Land- und Stadtgericht. Am Anfang des 20. Jahrhunderts hatte Drengfurth eine evangelische Kirche und eine Provinzial-Invalidenkompanie.
Am 20. Juni 1934 wurde die Stadtgemeinde (ab 1. April 1935: „Stadt“) Drengfurth in den  Amtsbezirk Fürstenau (polnisch Leśniewo)  im ostpreußischen Kreis Rastenburg eingegliedert. Das hatte zur Folge, dass der Amtsbezirk Fürstenau in „Amtsbezirk Drengfurth“ umbenannt wurde. Am 1. April 1938 schließlich wurde die Gemeinde Drengfurt, Vorstadt in die Stadt Drengfurth eingemeindet.
Bis 1945 gehörte Drengfurth zum Landkreis Rastenburg im Regierungsbezirk Königsberg der Provinz Ostpreußen des Deutschen Reichs.
Im Zweiten Weltkrieg eroberte am 27. Januar 1945 die Roten Armee die Stadt und unterstellte sie wenig später der Verwaltung der Volksrepublik Polen. Von den 2293 Einwohnern des Jahres 1939 lebten nach dem Zweiten Weltkrieg noch 120 Einwohner in der zu 60 % zerstörten Stadt. Sie verlor am 28. Dezember 1945 ihre Stadtrechte und wurde zum Dorf zurückgestuft.
Heute ist der Ort – mit 1385 Einwohnern im Jahre 2011 – Sitz der gleichnamigen Landgemeinde im Powiat Kętrzyński (Rastenburger Kreis), bis 1998 der Woiwodschaft Olsztyn, seither der Woiwodschaft Ermland-Masuren zugehörig.

### Ortsname
Für Drengfurth war 1945 zunächst die polonisierte Ortsbezeichnung Dryfort eingeführt worden. Im November 1946 wurde dieser Name zu Ehren des Geographen und Diplomaten Stanisław Srokowski in Srokowo abgeändert. Srokowski war Leiter des Polnischen Komitees zur Festsetzung von Ortsnamen in Polens „wiedergewonnenen Gebieten“ gewesen.

### Demographie
| Jahr | Einwohner | Anmerkungen |
| ---- | --------- | --- |
| 1768 | 1154      | [ 3 ] |
| 1782 | ≈ 1200    | ohne die 269 Einwohner der Vorstadt Drengfurt (Kämmereidorf) |
| 1798 | 1266      | [ 3 ] |
| 1802 | 1251      | [ 11 ] |
| 1810 | 1210      | darunter vier Katholiken, alle anderen Bewohner sind evangelisch |
| 1816 | 1217      | darunter 1211 Evangelische und sechs Katholiken (keine Juden) |
| 1821 | 1388      | in 195 Privatwohnhäusern |
| 1828 | 1506      | nach anderen Angaben 1526 Einwohner, ohne die Garnison (eine Abteilung der Invaliden-Kompanie), darunter fünf Katholiken und sechs Juden, alle übrigen sind evangelisch                                          |
| 1831 | 1541      | [ 13 ] |
| 1858 | 1739      | davon 1659 Evangelische und 80 Katholiken (keine Juden) |
| 1885 | 1693      | [ 15 ] |
| 1900 | 1511      | [ 5 ] |
| 1910 | 1521      | am 1. Dezember, Stadt, mit einer evangelischen Pfarrkirche, einem Mädchen-Waisenhaus, einem Amtsgericht, einer Maschinenfabrik, Sägewerken, Mühlen, einer Molkerei, einer Brauerei sowie Vieh- und Pferdemärkten |
| 1933 | 2233      | [ 15 ] |
| 1939 | 2293      | [ 15 ] |

### Amtsbezirk Drengfurth (1934–1945)
Bei der Umbenennung des Amtsbezirks Fürstenau in „Amtsbezirk Drengfurth“ im Jahre 1934 waren eingegliedert:
| Deutscher Name      | Polnischer Name | Bemerkungen                               |
| ------------------- | --------------- | ----------------------------------------- |
| Drengfurt, Vorstadt |                 | 1938 in die Stadt Drengfurth eingemeindet |
| Drengfurt (Stadt)   | Srokowo         |                                           |
| Fürstenau           | Leśniewo        |                                           |
| Marienthal          | Kosakowo        |                                           |

## Kirche

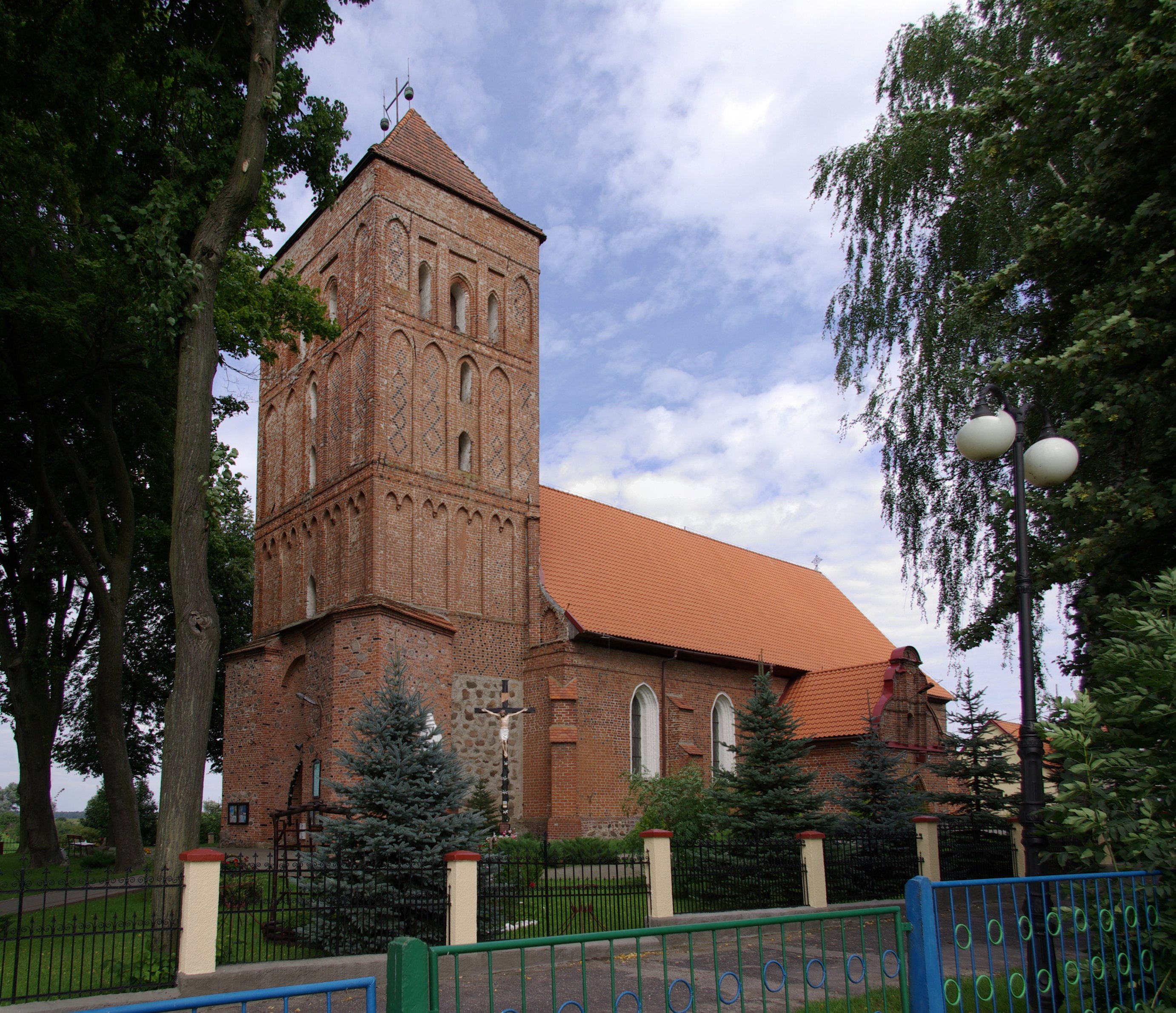
Die jetzt katholische Heilig-Kreuz-Kirche

### Kirchengebäude

#### Kath. Heilig-Kreuz-Kirche
Das 1409 erbaute Gotteshaus war bis 1945 evangelische Pfarrkirche in Drengfurth und ist seither zentrale gottesdienstliche Stätte der katholischen Pfarrei Srokowo. Es handelt sich bei dem Bauwerk um einen chorlosen verputzten Backsteinbau auf Feldsteinfundament, das sich allerdings mehrfachen Restaurierungen – bei aber nur wenigen baulichen Veränderungen – unterziehen musste. Die Innenausstattung ist schlicht, weist aber dennoch einige Kostbarkeiten auf u. a. den noch erhaltenen Prospekt der 1769 von Johann Preuß angefertigten Orgel, deren heutiger Klang Orgelbauer Wilhelm Sauer im Jahre 1897 bestimmt hat.

#### Evangelische Kirche

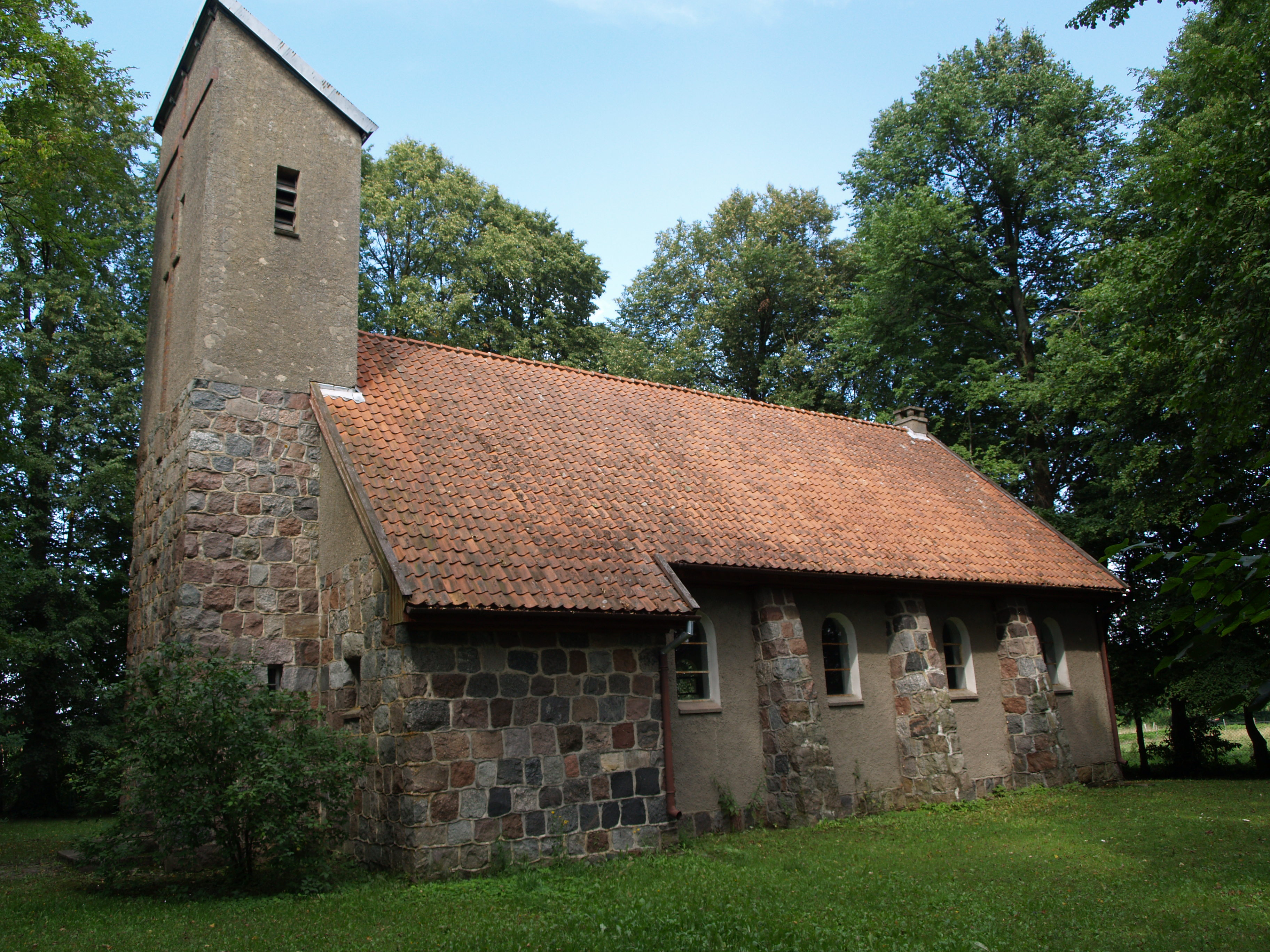
Die jetzt evangelische Kirche in Srokowo

Die 1937 in neoromanischer Architektur aus Granitstein und Ziegel erbaute Kirche diente bis 1945 der katholischen Pfarrei St. Katharina in Rastenburg als Filialkapelle. Heute bietet sie als Kirche der kleinen evangelischen Gemeinde als gottesdienstliches Zuhause.

### Pfarr-/Kirchengemeinde

#### Katholisch
Die überwiegende Mehrheit der Einwohner in der Region Srokoeo ist heute katholischer Konfession. Ihre Zahl stieg nach 1945 aufgrund zahlreicher Neusiedler stark an. Die Kirchenmitglieder wohnen in einem weitflächigen Pfarreigebiet. Die Pfarrei selbst gehört zum Dekanat Kętrzyn II (Nordost) im Erzbistum Ermland.

#### Evangelisch
Vor 1945 war die Einwohnerschaft in Stadt und Land Drengfurth fast ausnahmslos evangelischer Konfession. So gehörten 1925 allein zur Stadt Drengfurth 1618 Einwohner, von denen 1613 evangelisch waren. Die Kirchengemeinde war bis 1945 dem Kirchenkreis Rastenburg in der Kirchenprovinz Ostpreußen der Kirche der Altpreußischen Union zugeordnet. Heute ist sie eine Filialgemeinde der Johanneskirche in Kętrzyn in der Diözese Masuren der Evangelisch-Augsburgischen Kirche in Polen.

## Sehenswürdigkeiten
- Die beiden Kirchen von 1409 bzw. 1937
- Barockes Rathaus mit Türmchen, 1775–78 erbaut
- Stadtanlage mit großem zentralen Marktplatz
- Der Bismarckturm auf dem östlich gelegenen Fürstenauer Teufelsberg (Diabla Góra)

## Gemeinde
Zur Landgemeinde (gmina wiejska) Srokowo mit einer Fläche von 194,6 km² gehören das Dorf selbst und zehn weitere Dörfer mit Schulzenämtern (sołectwa).

## Verkehr

### Straße
Srokowo liegt an der Woiwodschaftsstraße 650, die von Stara Różanka (Alt Rosenthal) unweit der Kreisstadt Kętrzyn (Rastenburg) zu den beiden anderen Kreisstädten Węgorzewo (Angerburg) und Gołdap (Goldap) in Nordostmasuren führt. Außerdem verbinden mehrere Nebenstraßen den Ort mit den Nachbarorten wie Brzeźnica (Birkenfeld) an der polnisch-russischen Staatsgrenze bzw. Barciany (Barten) in der gleichnamigen Nachbargemeinde.

### Schiene
Srokowo verfügt heute über keinen Anschluss an den Bahnverkehr. Von 1887 bis 1945 war die damalige Stadt Drengfurth Endstation der Bahnstrecke von Rastenburg, die von den Rastenburger Kleinbahnen befahren wurde. Sie wurde nach 1945 nicht reaktiviert.
Die nächste Bahnstation heute ist Kętrzyn an der Bahnstrecke Białystok–Ełk–Korsze.

### Luft
Der nächstgelegene Flughafen ist der Flughafen Kaliningrad außerhalb der Europäischen Union. Der nächste Flugplatz auf polnischem Staatsgebiet ist Danzig.

## Persönlichkeiten
- Georg Neumann (1634–1679), Mathematiker und Bauingenieur
- Franz Christian Naunyn (1799–1860), Jurist und Oberbürgermeister von Berlin
- Martin Schwantes (1904–1945), Widerstandskämpfer gegen den Nationalsozialismus
- August Hilger (1847–1926), Altphilologe, Gymnasiallehrer in Danzig
- Arthur Behrendt (1889–1962), Landwirt und Pferdezüchter
- Czesław Urbanik (* 1952), polnischer Sportwissenschaftler, Professor in Warschau.

## Trivia
Als an der Albertus-Universität Königsberg die Corpslandmannschaften entstanden, erfand der Theologiestudent Christian Mowitz – Angehöriger der Corps Masovia – die „Drenfurthia“. Der Spottname für Kränzchen kam zu viel belachtem Ruhm und diente in den Königsberger Studentenverbindungen noch im 20. Jahrhundert dazu, die Drengfurther Kommilitonen als „Drängfurzianer“ aufzuziehen.